# ميخائيل كاروسو (سائق سيارة سباق)
ميخائيل كاروسو (بالإنجليزية: Michael Caruso)‏ هو سائق سيارة سباق أسترالي، ولد في 25 مايو 1983 في سيدني في أستراليا.